# Torkel Persson
Torkel Persson, född 21 juni 1894 i Undersåkers lappförsamling, Jämtlands län, död 6 augusti 1972 i Rönnöfors kyrkobokföringsdistrikt, Jämtlands län, var en svensk-samisk skidlöpare från Oldåbacken utanför Frankrike, Offerdals socken, Krokoms kommun, Jämtland. 

## Biografi
Persson arbetade vid Oldklumpen och Långsådalen och deltog år 1919 i sin första längdskidtävling i Östersund. Torkel Persson fick då åka skidor de sex milen till närmaste järnvägsstation, Nälden, och därefter med tåg de sista milen till Östersund. I Holmenkollen 1920 blev han bäste svensk på femmilen med en tredjeplats. Persson tävlade för Östersunds skidlöpareklubb. 
År 1924 deltog Torkel Persson i de olympiska vinterspelen i Chamonix, där han blev bäste svensk. Persson kom på femte plats i femmilen, efter fyra norrmän, på tiden 4:05:59. På 18 km kom han på plats 9. Han var dessutom med och tog brons i lagtävlingen. Resan till Chamonix företogs med tåg från Mattmars station.
Torkel Persson från Offerdal har gått till historien som en av Jämtlands första stora tävlingsskidåkare.

## Meriter
- Olympiska vinterspelen 1924
  - 5 plats på 50 km
  - 9 plats på 18 km